# Maurice Grove Taylor
Sir Maurice Grove Taylor, britanski general, * 1881, † 1960.